# امبوهیمانگا سود
امبوهیمانگا سود (به لاتین: Ambohimanga Sud) یک سکونتگاه مسکونی در ماداگاسکار است که در واتوواوی-فیتووینانی واقع شده‌است.

## خصوصیات
امبوهیمانگا سود ۱۳٬۰۰۰ نفر جمعیت دارد و ۶۳۸ متر بالاتر از سطح دریا واقع شده‌است.